# Baraque de Fraiture
Baraque de Fraiture (ook wel Baraque Fraiture) is het hoogste punt van het Plateau des Tailles in de Belgische Ardennen. Het is 651 meter (boven TAW) hoog en ontleent zijn naam aan het nabijgelegen dorpje Fraiture en een tijdelijke herberg ('baraque') op dit punt (zie ook Baraque Michel). De topografische prominentie bedraagt 153 meter.
De Baraque de Fraiture ligt in het noorden van de provincie Luxemburg, waarvan hij het hoogste punt is, vlak bij de provincie Luik, ten noordoosten van het stadje La Roche-en-Ardenne. Hij is gelegen op het grondgebied van de gemeente Vielsalm.
De skipistes zijn gemiddeld 20 dagen per jaar geopend.